# 科曼日地区弗龙蒂尼昂
科曼日地区弗龙蒂尼昂（法語：Frontignan-de-Comminges）是法国上加龙省的一个市镇，属于圣戈当斯区。该市镇总面积2.53平方公里，2009年时的人口为68人。

## 人口
科曼日地区弗龙蒂尼昂人口变化图示